# Blåsen nu alla

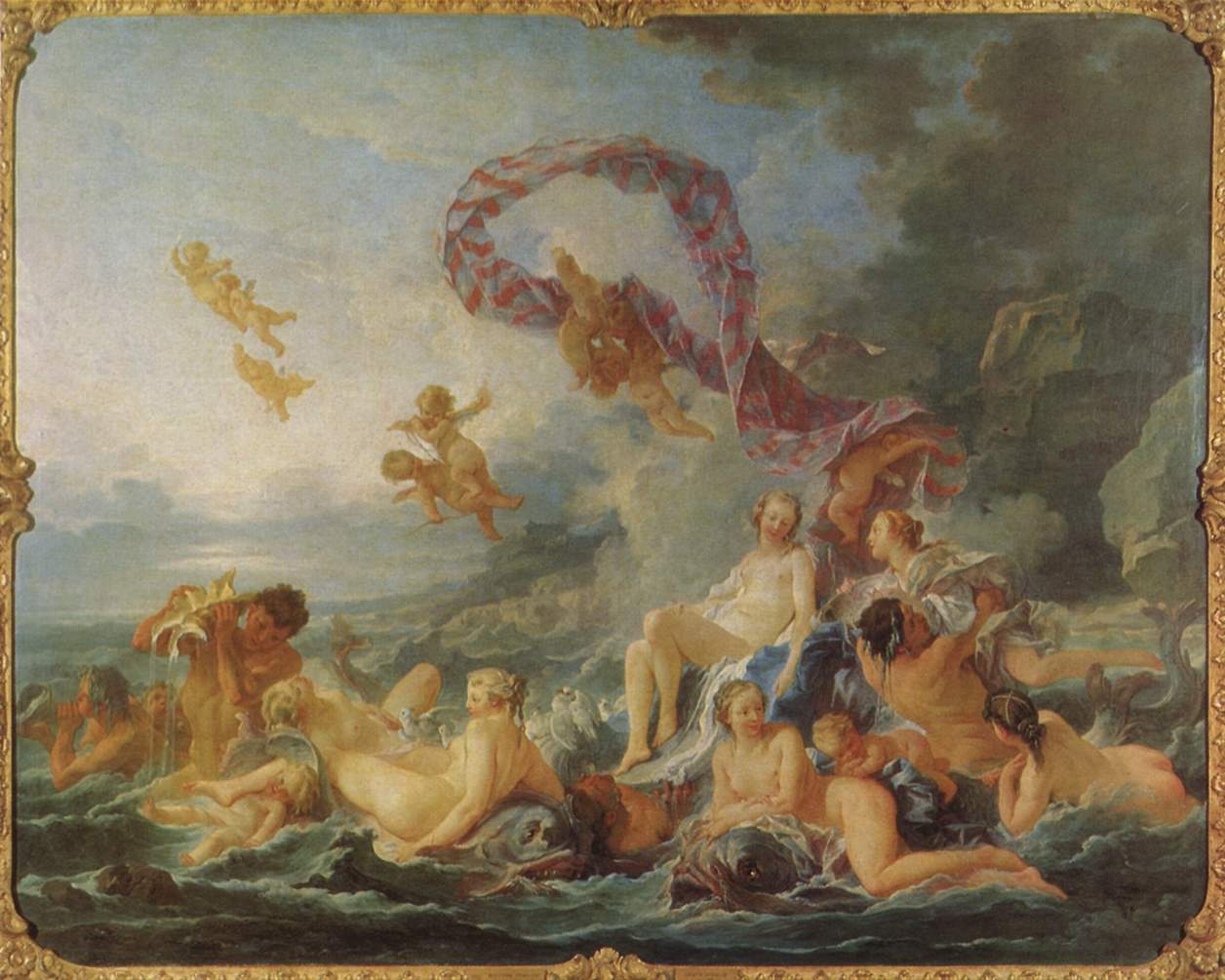
Venus Triumf, trolig förebild för "Blåsen nu alla".

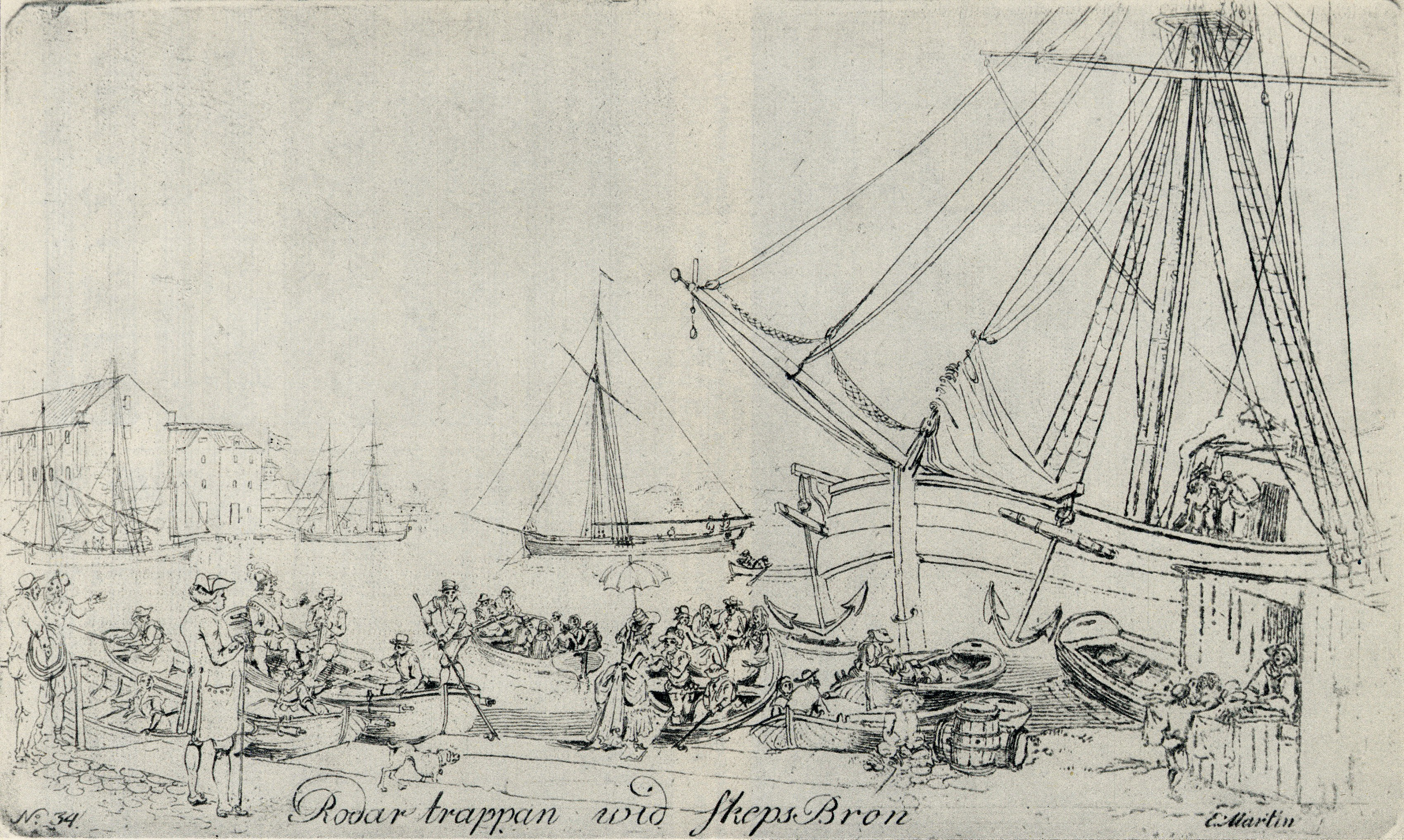
Roddartrappan vid Skeppsbron, där Ulla påbörjade sin överfärd. Figuren med paraplyet har i en trolig efterhandskonstruktion tolkats som Ulla Winblad.

Blåsen nu alla eller Fredmans epistel n:o 25 är en av Fredmans epistlar, skriven i september 1770 av Carl Michael Bellman. Den placerades som avslutning i den första gruppen om 25 epistlar, enligt det schema som Bellman ursprungligen planerade för epistlarna. I sången skildras Ulla Winblad initialt som en Venus, omgiven av diverse mytologiska gestalter.
Berättaren Fredman framställs som en hänryckt, extatisk visionär. Till en början skildras en mytisk värld, med fanfarer med valthorn, åskknallar och vågsvall, där Venus drar fram genom Neptunus rike, omgiven av väsen som anknyter till Venus eller Neptunus kulter. Stilnivån är hög, med imperativer som "blåsen" och "svaren". Snart framkommer dock den bakomliggande verkligheten: Venus är egentligen Ulla Winblad, Neptunus rike är Stockholms ström, och den snäcka hon far fram på är en roddbåt. Den mytologiska bilden hålls uppe i ett par strofer, innan den sprängs helt, och utflykten övergår i superier och orgie.
I texten nämns att Djurgården tas om hand om "kärleksmonarken" och en kung. Trots att det kan vara närliggande att tolka detta som Gustav III skrevs sången när Adolf Fredrik satt på tronen. 
Sången kan ha inspirerats av François Bouchers Venus Triumf, möjligen också av de målningar i Apotekshuset som var förebild för Epistel 22, Glasen darra mellan knogen.